# Nicușor Dan
Nicușor Daniel Dan (Făgăraș, 20 december 1969) is een Roemeens politicus en wiskundige. Hij is sinds 26 mei 2025 de president van Roemenië.
Dan was van 29 oktober 2020 tot 26 mei 2025 de burgemeester van Boekarest.

## Levensloop

### Jeugd en studie
Dan werd geboren in Făgăraș. In 1987 en 1988 won hij met perfecte scores gouden medailles op de Internationale Wiskunde Olympiade. Op 18-jarige leeftijd startte hij met de studie wiskunde op de Universiteit van Boekarest. In 1992 zette Dan het studeren van wiskunde voort in Frankrijk, waar hij studeerde op de École normale supérieure, een master voltooide op de Universiteit Parijs-Zuid en in 1998 een doctoraat behaalde op de Universiteit Parijs-Noord 13.

### Politieke loopbaan

#### President
De Roemeense presidentsverkiezingen van 2024 werden door het Grondwettelijk Hof van Roemenië ongeldig verklaard wegens vermoedens van Russische inmenging. Kort hierna stelde Dan zich kandidaat voor de nieuw te houden Roemeense presidentsverkiezingen 2025.
In de eerste ronde van de verkiezing werd Dan tweede met 21% van de stemmen. In de tweede ronde won hij het presidentschap door met 53,6% van de stemmen zijn rivaal George Simion te verslaan.
- Gemeinsame Normdatei: 1366042786
- Mathematics Genealogy Project: 266226
- Système universitaire de documentation: 199491135
- Virtual International Authority File: 45153124238924490799